# Saint-Martin-de-Blagny
Saint-Martin-de-Blagny és un municipi francès situat al departament de Calvados i a la regió de Normandia. L'any 2007 tenia 126 habitants.

## Demografia

### Població
El 2007 la població de fet de Saint-Martin-de-Blagny era de 126 persones. Hi havia 52 famílies de les quals 8 eren unipersonals (8 homes vivint sols), 20 parelles sense fills, 20 parelles amb fills i 4 famílies monoparentals amb fills.
La població ha evolucionat segons el següent gràfic:
Habitants censats

### Habitatges
El 2007 hi havia 69 habitatges, 50 eren l'habitatge principal de la família, 18 eren segones residències i 2 estaven desocupats. 68 eren cases i 1 era un apartament. Dels 50 habitatges principals, 34 estaven ocupats pels seus propietaris, 14 estaven llogats i ocupats pels llogaters i 1 estava cedit a títol gratuït; 1 tenia dues cambres, 9 en tenien tres, 15 en tenien quatre i 24 en tenien cinc o més. 35 habitatges disposaven pel capbaix d'una plaça de pàrquing. A 19 habitatges hi havia un automòbil i a 25 n'hi havia dos o més.

### Piràmide de població
La piràmide de població per edats i sexe el 2009 era:
| Homes | Edats   | Dones |
| ----- | ------- | ----- |
| 0     | 95 o +  | 0     |
| 0     | 90 a 94 | 0     |
| 0     | 85 a 89 | 0     |
| 0     | 80 a 84 | 0     |
| 0     | 75 a 79 | 0     |
| 4     | 70 a 74 | 0     |
| 0     | 65 a 69 | 8     |
| 0     | 60 a 64 | 4     |
| 8     | 55 a 59 | 8     |
| 0     | 50 a 54 | 8     |
| 4     | 45 a 49 | 0     |
| 4     | 40 a 44 | 0     |
| 4     | 35 a 39 | 0     |
| 4     | 30 a 34 | 4     |
| 4     | 25 a 29 | 0     |
| 8     | 20 a 24 | 4     |
| 4     | 15 a 19 | 4     |
| 4     | 10 a 14 | 0     |
| 0     | 5 a 9   | 0     |
| 0     | 0 a 4   | 0     |

## Economia
El 2007 la població en edat de treballar era de 87 persones, 65 eren actives i 22 eren inactives. De les 65 persones actives 58 estaven ocupades (34 homes i 24 dones) i 7 estaven aturades (3 homes i 4 dones). De les 22 persones inactives 12 estaven jubilades, 4 estaven estudiant i 6 estaven classificades com a «altres inactius».
Activitats econòmiques
Dels 3 establiments que hi havia el 2007, 1 era d'una empresa de comerç i reparació d'automòbils, 1 d'una empresa d'hostatgeria i restauració i 1 d'una empresa de serveis.
L'únic establiment comercial que hi havia el 2009 era una llibreria.
L'any 2000 a Saint-Martin-de-Blagny hi havia 14 explotacions agrícoles que ocupaven un total de 605 hectàrees.

## Poblacions més properes
El següent diagrama mostra les poblacions més properes.